# Pippin der Ältere

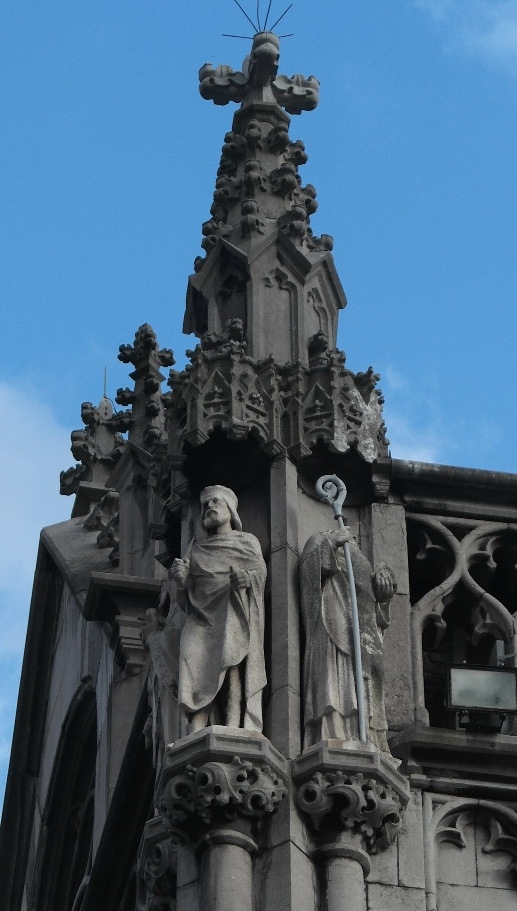
Pippin und sein Zeitgenosse Remaclus, Palais Provincial, Lüttich

Pippin der Ältere oder Pippin von Landen (* um 580; † 640) war ab 624/25 fränkischer Hausmeier in Austrien unter drei Merowinger-Königen. Er ist der Stammvater der Pippiniden und wurde durch seine Tochter Begga zum Vorfahren des späteren Herrschergeschlechts der Karolinger.

## Leben
Über Pippins Vorfahren ist so gut wie nichts bekannt. Gelegentlich wird Karlmann (von Landen-Austrasien) als Vater genannt.
Sein Weg zur Macht begann im Jahr 613, als er zusammen mit Bischof Arnulf von Metz und anderen austrasischen Adligen in einen inneren Machtkampf der Merowinger eingriff, indem er den neustrischen König Chlothar II. gegen die in Austrasien und Burgund herrschende Witwe Königs Sigiberts I., Brunichild, zu Hilfe rief. Nach ihrem Sturz herrschte Chlothar im ganzen Frankenreich, musste aber im Edictum Chlotharii die Machtpositionen des austrasischen Adels anerkennen.
Ein weiteres Zugeständnis war im Jahr 623 die Ernennung von Chlothars 15-jährigem Sohn Dagobert I. zum Unterkönig in Austrasien. Dadurch erhielt das Teilreich, das von Pippin und Arnulf mit ihren Klienten dominiert wurde, eine gewisse Eigenständigkeit innerhalb des Merowingerreiches. Pippin erhielt gleichzeitig eine wichtige Beraterposition und übernahm spätestens 624/25 auch formal den Titel eines Hausmeiers, des wichtigsten Amtsträgers im Königreich.
Da Chlothar II. jedoch 629 starb und sein Sohn Dagobert I. nach Neustrien zog, um die Herrschaft im Gesamtreich zu übernehmen, konnte Pippin diese einflussreiche Position nicht auf Dauer behaupten, obwohl er den Titel eines austrasischen Hausmeiers behielt. Das Bündnis mit Arnulf stärkte Pippin, indem er um 635 seine Tochter Begga mit Arnulfs Sohn Ansegisel verheiratete.
Erst als auch Dagobert I. im Januar 639 starb, ohne Söhne im regierungsfähigen Alter zu hinterlassen, konnte Pippin mit Unterstützung des austrasischen Adels seine Führungsansprüche wieder geltend machen.
Pippin der Ältere starb allerdings selbst im Jahr 640. Sein Grabhügel befindet sich im Ortsteil Sinte-Gittersplein von Landen.
Im darauffolgenden Kampf um das Hausmeieramt setzte sich sein Sohn Grimoald der Ältere durch.
Pippin war mit Itta oder Iduberga von Nivelles/Nijvel verheiratet (* 592; † 8. Mai 652). Das Paar hatte vier Kinder:
- Bavo, auch Graf Allowin von Haspengau genannt.
- Begga, von 620 bis etwa zwischen 692 und 695, heiratete um 635 den Arnulfinger Ansegisel und verband damit die Macht der Pippiniden mit der der Arnulfinger.
- Grimoald der Ältere, der I., von 615 oder 616 bis etwa 656, 657 oder 662, war Nachfolger Pippins als Hausmeier.
- Sankt Gertrud, von 626 bis 659, die um 644 Äbtissin des von ihrer Mutter kurz zuvor gestifteten Klosters Nijvel/Nivelles wurde. Sie ist Patronin von Landen.